# ノーマルルート
登山においてノーマルルート（英語: normal route）、通常ルートとは、ある山において登頂に最もよく用いられるルート（登山道）のことである。通常は、最も難易度が低いルートがノーマルルートとなる。ノーマルルート以外のルートをバリエーションルートという。
一方で、無雪期の日本の山では、どれだけ登られているかに関わらず、ある程度整備されて特殊な技術なしで登れる登山道を一般登山道（一般道、一般ルート）と呼び、それ以外のルートをバリエーションルートと呼ぶ。なお、バリエーションルートという言葉は和製英語である。
アルプス山脈では、ルートは難易度等に応じて以下のように分類されている。
- フットパス（英語版） (footpath, Fußwege)
- ハイキング・トレイル (hiking trail, Wanderwege)
- マウンテン・トレイル (mountain trail, Bergwege)
- アルパイン・ルート（英語版） (Alpine route, Alpine Routen)
- クライミング・ルート（英語版） (climbing route, Kletterrouten)
- ハイ・アルパイン・ルート (high Alpine routes, Hochalpine Routen)

山によっては、ノーマルルートが最も難易度が低いルートではない場合もある。ヴァッツマン、ホッホカルター、ヴァッツェシュピッツェ、そしてエベレストがこの例に当てはまる。最容易ルートがあまり使われない理由は色々ある。
- 最容易ルートがノーマルルートほど知られていない（ヴァッツマン）
- 最容易ルートは他の要因（瓦礫など）で使用が困難であり、主に下山時に使用される（ホッホカルター）
- 最容易ルートは落石や雪崩などの危険性がはるかに高い（ヴァッツェシュピッツェ）
- 最容易ルートは、複雑または長いアプローチが必要になる。あるいは、通過する国で使用が禁止されている（エベレスト）

ノーマルルートについて「観光ルート」(tourist route)という用語が、（登山の難易度に関係なく）他のルートが「もっと価値がある」と主張したい人によって使用されることがある。そのような人々は、自分たちは真面目な登山家であると認識し、観光登山客は自分たちの領域を邪魔する者だとして自分たちと区別するために、「ノーマルルート」を侮蔑する。